# Скопос (дем Места)
Вижте пояснителната страница за други населени места с името Скопос.
Скопос или Муратли (на гръцки: Σκοπός, до 1926 година Μουρατλή, Муратли) е село в Гърция, дем Места, административна област Източна Македония и Тракия.

## География
Селото е разположено на 580 m надморска височина в югоизточните склонове на планината Урвил (Леканис Ори).

## История

### В Османската империя
Към 1900 година според статистиката на Васил Кънчов („Македония. Етнография и статистика“) Муратли е село в Саръшабанска каза и брои 200 жители турци.
При избухването на Балканската война в 1912 година един човек от Муратли е доброволец в Македоно-одринското опълчение.

### В Гърция
В 1913 година след Междусъюзническата война селото попада в Гърция. През 20-те години турското му население се изселва по споразумението за обмен на население между Гърция и Турция след Лозанския мир и на негово място са заселени гърци бежанци, които в 1928 година са 33 семейства със 134 души.
Българска статистика от 1941 година показва 310 жители.
Селяните произвеждат тютюн, пшеница, като се занимават и със скотовъдство.
| Година    | 1913 | 1920 | 1928 | 1940 | 1951 | 1961 | 1971 | 1981 | 1991 | 2001 | 2011 | 2021 |
| --------- | ---- | ---- | ---- | ---- | ---- | ---- | ---- | ---- | ---- | ---- | ---- | ---- |
| Население | 658  | 559  | 226  | 298  | 161  | 223  | 100  | 53   | 34   | 25   | 15   | 21   |

## Личности
Родени в Скопос
- Спас Мисанец (1892 – ?), македоно-одрински опълченец, четата на Никола Андреев[7]